# Kage-ryū
Ne doit pas être confondu avec Kage-ryū (Aizu).
Le Kage-ryū (影流) est un koryū (art martial) japonais fondé à la fin de l'époque de Muromachi vers 1550 par Yamamoto Hisaya Masakatsu.
L'école enseigne le battojutsu et utilise de très longs sabres appelés choken.